# Джонатан Страуд
Джонатан Страуд (англ. Jonathan Stroud, нар. 27 жовтня 1970, Бедфорд, Велика Британія) — британський письменник у жанрі дитячої та підліткової фентезі. Насамперед відомий серією Бартімеуса та серією «Агенція "Локвуд і Ко"».

## Біографія
Джонатан Страуд народився 27 жовтня 1970 у Бедфорді, Велика Британія. Він виріс у місті Сент-Олбанс, де відвідував молодшу школу Вітфільдс та Сент-Олбанську школу для хлопців. Йому подобалося читати книжки, малювати та писати історії. З семи до дев'яти років він часто хворів, тому проводив більшість часу у лікарнях або вдома у ліжку. Аби не було нудно, він розважав себе книгами та історіями.
Після закінчення навчання у Йоркському університеті, він працював редактором у видавництві «Walker Books» у Лондоні. У 1990 роках він почав публікувати власні твори та швидко досяг успіху.
Серед його найвідоміших робіт — серія Бартімеуса (англ. Bartimaeus Sequence), яка стала бестселером. Особливістю цих романів, порівняно з іншими творами цього жанру, є те, що Страуд розглядає стереотипи та етику класу магів і поневолених демонів. Цього досягнуто тим, що історія розповідається з погляду саркастичного та трохи егоїстичного джина Бартімеуса. За перші три книги серії Бартімеуса у 2006 році отримав Міфопоетичну премію за дитячу фентезі та у 2007 році отримав Велику премію уяви у номінації «Найкращий роман для юнацтва».
21 березня 2012 року Страуд оголосив у своєму блозі початок нового проєкту — «Агенція "Локвуд і Ко"» (англ. Lockwood & Co.). У 2013 році вийшла перша книжка серії — «Сходи, що кричать» (англ. The Screaming Staircase), яка швидко досягла визнання критиків, а Рік Ріордан назвав Страуда «генієм». Сиквел вийшов у вересні 2014 року під назвою «Череп, що шепоче» (англ. The Whispering Skull). Третій роман серії «Порожній хлопчик» (англ. The Hollow Boy) був оголошений через конкурс, у якому Страуд просив читачів надсилати ідеї про Привида, який з'явиться у третій книзі.
Страуд живе у Сент-Олбанс, Гартфордшир, із дружиною Джиною, ілюстратором дитячих книжок, та двома дітьми, Ізабель та Артуром.

## Твори

### Бартімеус
- 2003 — «Амулет Самарканда» (англ. The Amulet of Samarkand)
- 2004 — «Око ґолема» (англ. The Golem's Eye)
- 2005 — «Брама Птолемея» (англ. Ptolemy's Gate)
- 2010 — «Каблучка Соломона[en]» (англ. The Ring of Solomon) — приквел

### Агенція "Локвуд і Ко"
- 2013 — «Сходи, що кричать» (англ. The Screaming Staircase)
- 2014 — «Череп, що шепоче[en]» (англ. The Whispering Skull)
- 2015 — «Примарний хлопець» (англ. The Hollow Boy)
- 2015 — «Кинджал у столі» (англ. The Dagger in the Desk) — розповідь
- 2016 — «Тінь, що крадеться» (англ. The Creeping Shadow)
- 2017 — «Порожня могила» (англ. The Empty Grave)[9]

### Розбійники Скарлетт і Браун
- 2021 — "Розбійники Скарлетт і Браун" (англ. The Outlaws Scarlett and Browne)
- 2022 — "Горезвісні Скарлетт і Браун" (англ. The Notorious Scarlett and Browne)
- 2025 — "Легендарні Скарлетт і Браун" (англ. The Legendary Scarlett and Browne)

### Окремі романи
- 1994 — «Світ гри слів Джастіна Достовірного» (англ. Justin Credible’s Word Play World)
- 1997 — «Сага про вікінгів Гаррі Щетинобородого» (англ. The Viking Saga of Harri Bristlebeard)
- 1998 — «Заєць і черепаха» (англ. The Hare and the Tortoise)
- 1998 — «Прогулянка по джунглях» (англ. Walking through the Jungle)
- 1999 — «Маленька червона машинка» (англ. The Little Red Car)
- 1999 — «Велика пригода Алфі» (англ. Alfie’s Big Adventure)
- 1999 — «Похований вогонь[en]» (англ. Buried Fire)
- 2000 — «Маленький шип і довгий хвіст» (англ. Little Spike and Long Tail)
- 2000 — «Золотоволоска та три ведмеді» (англ. Goldilocks and the Three Bears)
- 2001 — «Стрибок[en]» (англ. The Leap)
- 2003 — «Остання облога» (англ. The Last Siege)
- 2006 — «Загублений скарб капітана Блада» (англ. The Lost Treasure of Captain Blood)
- 2009 — «Герої долини[en]» (англ. Heroes of the Valley)

### Нехудожні твори
- 2000 — «Стародавній Рим. Путівник по славі імперського Риму» (англ. Ancient Rome: A Guide to the Glory of Imperial Rome)
- 2008 — «Життя та часи у Стародавньому Римі» (англ. Life and Times in Ancient Rome)

### Повісті
- 2009 — «Привид Долини тіней» (англ. The Ghost of Shadow Vale)

## Українські переклади
- «Бартімеус: Амулет Самарканда», «А-ба-ба-га-ла-ма-га», ISBN 978-617-585-129-6, 2017, 398 с., переклад Володимира Панченка[10]
- «Бартімеус: Око ґолема», «А-ба-ба-га-ла-ма-га», ISBN 978-617-585-147-0, 2018, 528 с., переклад Володимира Панченка[11]
- «Агенція "Локвуд і Ко". Сходи, що кричать», «А-ба-ба-га-ла-ма-га», ISBN 978-617-585-164-7, 2019, 320 с., переклад Володимира Панченка[12]
- «Бартімеус: Брама Птолемея», «А-ба-ба-га-ла-ма-га», ISBN 978-617-585-177-7, 2019, 496 с., переклад Володимира Панченка[13]
- «Агенція "Локвуд і Ко". Череп, що шепоче», «А-ба-ба-га-ла-ма-га», ISBN 978-617-585-188-3, 2020, 352 с., переклад Володимира Панченка[14]
- «Агенція "Локвуд і Ко". Примарний хлопець», «А-ба-ба-га-ла-ма-га», ISBN 978-617-585-218-7, 2021, 352 с., переклад Володимира Панченка[15]
- «Агенція "Локвуд і Ко". Тінь, що крадеться»,  «А-ба-ба-га-ла-ма-га», ISBN 978-617-585-233-0, 2022, 392 с., переклад Володимира Панченка[16]
- «Агенція "Локвуд і Ко". Порожня могила»,  «А-ба-ба-га-ла-ма-га», ISBN 978-617-585-254-5, 2023, 400 с., переклад Володимира Панченка[17]